# The Mighty Diamonds
The Mighty Diamonds är en vokaltrio bildat 1969 i Jamaica. Trion framför och spelar in roots reggae influerad av rastafarianism. Gruppen var en av de mest populära reggaegrupperna från 1970-talets roots reggae era.

## Historik
The Mighty Diamonds bildades i Kingston-ghetton Trenchtown 1969. Gruppen startades av sångarna Pat "Lloyd" Ferguson (också känd som Judge Diamond och The Judge), Donald Shaw (Tabby Diamond, The Prophet) och Fitzroy Simpson (Bunny Diamond, The Jester). Alla medlemmarna finns fortfarande med i The Mighty Diamonds.
Medlemmarna i The Mighty Diamonds är rastafarianer, men balanserar religiösa och politiska budskap med mjukare, romantiskt material, vilket ger gruppen en bredare, internationell prägel. Gruppen var inspirerad av det speciella soundet som skapades av artisterna från amerikanska skivbolaget Motown, och arbetade först med bland andra skivproducenterna Stranger Cole och Rupie Edwards utan att uppnå någon succé. 1973 producerade Byron Lee några låtar med The Mighty Diamonds i sin Dynamic Sounds studio och gruppen fick sin första hit med "Shame and Pride". 1975 flyttade gruppen över till Channel One och producenten Joseph "Jo Jo" Hoo Kim. Där spelade gruppen in hitlåtarna "Country Living" och "Hey Girl". Då gruppen signerade ett kontrakt med skivbolaget Virgin Records 1976, utgavs deras första album: Right Time. Albumet blev en framgång och gruppen blev populär inte bara i hemlandet, men också i Storbritannien. Uppföljaren till debutalbumet, "Ice on Fire", spelades in i New Orleans med Allen Toussaint som producent. Albumet var en crossover mellan reggae och amerikansk R&B och mottogs inte väl bland roots reggae-fansen.
The Mighty Diamonds återvände sedan till Channel One och utgav några kritikerrosade album, bland annat Stand Up for Your Judgement (1978), Tell Me What's Wrong och det mest rosade albumet Deeper Roots (båda utgivna 1979).
Från starten av 1980-talet influerades gruppens musik mer och mer av ragga och under producenten Augustus "Gussie" Clarke blandades elektronik in i ljudbilden. Med Clarke som producent fick The Might Diamonds bland annat en stor hit med låten "Pass the Kouchie", som senare blev en hit för The Musical Youth i USA och Storbritannien i en coverversion kallad "Pass the Dutchie".

## Diskografi (i urval)
Album
- 1976: Right Time
- 1977: Ice on Fire
- 1978: Stand Up for Your Judgement
- 1979: Tell Me What's Wrong
- 1979: Deeper Roots (Back to the Channel)
- 1981: Reggae Street
- 1982: The Roots Is There**
- 1985: Struggling
- 1986: If You Looking for Trouble
- 1987: The Real Enemy
- 1988: Get ready
- 1988: Never Get Weary
- 1991: Patience
- 1993: Bust Out
- 1993: Paint It Red
- 1994: Speak the Truth
- 1999: Heads of Government
- 2003: Revolution
- 2008: Inna de Yard